# Sort Volga
Sort Volga er en polsk vandrehistorie der var udbredt hovedsageligt i 1960'erne og 1970'erne (men stadig i live, selv efter Folkerepubliken Polens opløsning). Vandrehistorien fortalte om en sort Volga limousine der samlede børn op og bortførte dem. Ifølge historien havde bilen hvide gardiner, og i nogle varianter, hvide dæk også. Forskellige varianter af historien har præster, nonner, jøder, vampyrer eller satanister som fører af bilen. Bilen kørte rundt om natten hvor den stjal børn for at bruge deres blod til at helbrede rige tyskere der led af leukæmi. I nogle varianter af historien er der tale om organtyveri i stedet for blodmalkning.
Legenden fik nyt liv i slutningen af det 20. århundrede, denne gang med en BMW eller Mercedes, og i nogle fortællinger med horn i stedet for sidespejle. Chaufføren var nu Satan selv, og han ville spørge tilfældige forbipasserende om de kendte klokken, hvorefter han ville dræbe dem, eller i en anden variant ville de dø præcis et år efter.